# Hemiptocha chalcostomus
Hemiptocha chalcostomus là một loài bướm đêm trong họ Crambidae.